# Serguéi Udaltsov

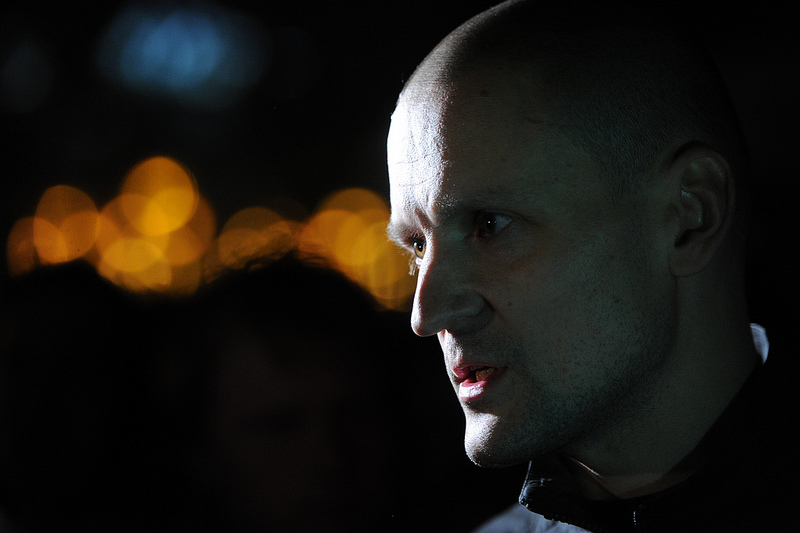
Serguéi Udaltsov, el 24 de mayo de 2012 se dirige a sus seguidores tras ser liberado

Serguéi Stanislávovich Udaltsov (en ruso: Сергей Станиславович Удальцов; nacido el 16 de febrero de 1977) es un político y activista ruso, dirigente del Frente de Izquierdas de Rusia (Левый фронт). En 2011 y 2012, impulsó una serie de protestas contra el presidente ruso Vladímir Putin.
Udaltsov fue detenido en Moscú el 4 de diciembre de 2011, fecha de las elecciones legislativas rusas, por "desobedecer las recomendaciones de los policías de cruzar la carretera en el lugar adecuado". Permanecería en prisión durante cinco días tras los que fue nuevamente encarcelado durante otros quince por haber abandonado el hospital sin permiso mientras había estado detenido durante otro período en octubre. Unos 20 agentes practicaron la detención escoltados por altos funcionarios del FSB ruso.
En esta ocasión Udaltsov fue encarcelado junto al político Alekséi Navalni aunque tuvo diferencias con él por su posición proestadounidense. Udaltsov mantuvo una huelga de hambre para protestar por las condiciones de trabajo.
En diciembre, Amnistía Internacional lo calificó como prisionero de conciencia y reclamó su inmediata liberación. Una de los abogados de Udaltsov, Violetta Vólkova, solicitó a la Tribunal Europeo de Derechos Humanos su liberación alegando una diversos fallos procesales.
Udaltsov había pasado por causas menores un total de 86 días, detenido desde noviembre de 2012 hasta el 17 de diciembre de 2011. Según Nikolái Pólozov, uno de sus abogados, dichos causas fueron fabricadas como "obstáculos deliberados al derecho de Serguéi de ejercer su libre expresión política".

## Ideas políticas
En enero de 2012, Udaltsov se declaró partidario en una entrevista de una "democracia directa en la que el pueblo pueda tener voz a través de referendos transparentes y le sea posible interactuar con las autoridades usando Internet, donde puedan opinar sobre las reformas sociales." De acuerdo con Udaltsov: "No somos nostálgicos de la Unión Soviética ni pedimos un retorno a la economía centralizada en la que la iniciativa social sea despreciada, sino que queremos mantener lo que fue bueno durante el sistema soviético mientras adoptamos nuevos caminos hacia el desarrollo; queremos el desarrollo social y democrático de Rusia."
Udaltsov trabajó como jefe de campaña del Partido Comunista de la Federación Rusa durante la candidatura Guennadi Ziugánov en las elecciones presidenciales de 2012.

## Actividad

### Manifestaciones de mayo de 2012
Udaltsov jugó un importante papel durante el período de manifestaciones posterior a la victoria electoral de Vladímir Putin en las elecciones presidenciales de Rusia de 2012. Durante este tiempo, Serguéi se dirigió a los manifestantes para incitarlos a que excedieran las restricciones impuestas por la policía. Fue detenido, liberado y posteriormente vuelto a detener, para ser finalmente condenado a 15 días de reclusión. La adopción de una postura más comprometida supuso un cambio de tácticas por parte del movimiento opositor que hasta entonces había sido autorizado a duras penas, pese a que se había desenvuelto siempre de forma pacífica.
Udaltsov fue nuevamente detenido el 8 de mayo junto al político opositor Alekséi Navalni tras una manifestación anti-Putin en el parque de Chístyie Prudý. Por ello fue nuevamente condenado a 15 días de prisión. Por estos procesos recibió la declaración preso de conciencia por Amnistía Internacional.

### Acusación de conspiración en octubre de 2012
En octubre de 2012, el canal oficialista de televisión NTV emitió un documental titulado "Anatomía de una protesta 2", en el que se acusaba a Udaltsov, su ayudante Konstantín Lébedev y Leonid Razvozzháiev, ayudante del diputado de la Duma Estatal rusa IIiá Ponomariov, de haberse reunido con el político georgiano Guivi Targamadze con el objeto de conspirar contra Putin. El documental aportó una grabación de escasa calidad tomada durante un encuentro entre Targamadze y activistas rusos, que la cadena NTV aseguraba haber recibido "en la calle por un extranjero de origen georgiano". El Comité de Investigación de Rusia aseguró la validez de la grabación, aunque los blogueros dudaban de la misma por el hecho de que al menos uno de sus fragmentos fue usado dos veces con diferentes voice-overs. Udaltsov rechazó las acusaciones vertidas por el documental en Twitter tildándolas de "bajezas y mentiras" y una "provocación cuyo objetivo último es justificar mi detención".

### Detención de 2012 en la Plaza Lubianka
Udaltsov y Navalni fueron algunos de los detenidos en el mitin de la Plaza Lubianka el 15 de diciembre de 2012. Según diversos informaciones de prensa, se concentraron al menos 2.000 manifestantes, a pesar de las amenazas de enormes multas por participar en manifestación ilegal. El abogado ruso Dmitri Gudkov declaró "Todavía existe la protesta y queremos cambio, no van a asustarnos con detenciones, presiones, órdenes de búsqueda o detención de nadie".
Milita a favor de la unión de los partidos de izquierda, incluido el Partido Comunista y Rusia Justa (socialdemócrata), en contra de las políticas de Vladímir Putin y apoya la candidatura de Pável Grudinin en las elecciones presidenciales de 2018.
Fue detenido de nuevo el 14 de agosto de 2018 y condenado a 30 días de prisión por participar en una manifestación contra la reforma de las pensiones, declarada ilegal por las autoridades. Para protestar contra esta sentencia, inició una huelga de hambre.

## Vida personal
Serguéi está casado con Anastasia Udaltsova, trabajadora de la oficina de prensa del Frente de Izquierdas. Son conocidos como la "pareja revolucionaria" de los políticos rusos. Tiene dos hijos, Iván (nacido en 2002) y Oleg (nacido en 2005).